# Luis Valero Bermejo
Luis Valero Bermejo (Saragossa, 13 de febrer de 1917-Madrid, 16 de març de 1995) va ser un advocat i polític d'extrema dreta espanyol, governador civil de la províncies de Àvila i Navarra durant la dictadura franquista, i membre del consell d'administració de diverses empreses energètiques. Vinculat a l'anomenat búnker durant la Transició, va ser un dels dirigents de la Confederación Nacional de Excombatientes.

## Biografia
Nascut el 13 de febrer de 1917 a Saragossa, va ser militant japista en la seva joventut. Després de l'esclat de la Guerra civil es va unir a les forces revoltades, prenent part en el conflicte. Durant la contesa va ser alferes provisional.
En 1940 seria nomenat delegat provincial de Sindicats per a la província de Guipúscoa.
Entre 1944 i 1949 exerciria com a governador civil d'Àvila. Amb una filiació falangista i afí a una cosmovisió uniformalizadora i centralista, es va convertir en governador civil de Navarra el 26 de febrer de 1949, en succeir Juan Junquera, i va exercir el càrrec fins a 1954. A pesar que va tractar de recaptar el major suport possible per al seu nomenament de Miguel Gortari Errea com a alcalde de Pamplona en 1949, fins i tot el bisbe, va trobar resistència entre alguns elements carlistes integrants de l'ajuntament de la ciutat. Durant el seu mandat va tractar d'incrementar la influència del «Movimiento» sobre els ajuntaments de la província. En obert conflicte amb la Diputació, va remetre a Madrid un informe crític cap al règim foral navarrès.
En 1954 va ser nomenat director de l'Instituto Nacional de la Vivienda, substituint al (mort) Federico Mayo. Va posseir el càrrec de procurador en les Corts franquistes entre 1954 i 1957 i entre 1964 i 1971, tant en qualitat de conseller nacional com en representació de l'Organització Sindical. Subsecretari del Ministeri d'Hisenda entre 1965 i 1967, també va exercir com a president en l'empresa estatal Enagás, a Butano S.A. i a Repesa.
En 1974 va ser elegit secretari de la Confederación Nacional de Excombatientes. Conseller delegat de DYRSA, societat editora d' El Alcázar, també va col·laborar en aquesta publicació. Abans de les eleccions generals de 1977 va defensar des de les pàgines d' El Alcázar que «la tendència de la confederació serà la integració màxima de vots a l'anomenat franquisme sociològic —per a mi neofranquisme—»; aquestes expectatives no es van veure confirmades fet i fet amb un bon resultat a les urnes. Igualment, en resposta a la legalització del Partit Comunista d'Espanya, Valero va ser una de les veus des de l'extrema dreta que havia reaccionat comparant Adolfo Suárez amb Kerensky, sostenint que «cap partit comunista que hagi existit mai en la història, ni a cap nació, ha trobat en el president Suárez un defensor tàctic tan eficaç. Kerenski va ser un pàrvul al costat de l'anunciat candidat senyor Suárez».
Va ser un de les figures del búnker que es van congregar a Guadalajara el 4 de desembre de 1976 per assistir a la inauguració d'una estàtua de Franco idea de la junta coordinadora de la Confederació de Combatents de Guadalajara i obra d'Antonio Navarro Santafé.
L'agost de 1978 el Jutjat d'Instrucció de Guadalajara el va processar al costat d'Alfonso de Figueroa y Melgar, duc de Tovar, per un suposat delicte d'injúries al monarca, Joan Carles I, que hauria esdevingut en aquesta ciutat durant un míting recolzat per Fuerza Nueva i la Confederación Nacional de Excombatientes que va tenir lloc l'1 d'abril de 1978, en el qual Valero hauria sostingut que «Nosaltres sabem perfectament qui són els traïdors, des del més alt i ros al més baix i bru».
Actiu col·laborador de la Confederación Nacional de Excombatientes amb la Lliga Anticomunista Mundial (World Anti-Communist League, WACL), organització internacional de caràcter feixista impulsada per la CIA, va assistir a la seva xii sessió de reunions del seu comitè executiu celebrada a Paraguai al novembre de 1979.
En 1980 encara pertanyia com a membre del Cos d'Advocats de l'Estat en exercici.
Va morir a Madrid el 16 de març de 1995.

## Distincions
- Gran Creu de l'Orde del Mèrit Civil (1950)[28]
- Gran Creu de l'Orde de Cisneros (1957)[29]
- Gran Creu del Mèrit Naval, amb distintiu blanc (1967)[30]
- Gran Creu de l'Orde Imperial del Jou i les Fletxes (1968)[31]

## Obres
- Luis Valero Bermejo. La Constitución y los siete enanitos. Crónicas sobre la manzana de la discordia.  Madrid: Vassallo de Mumbert, 1978.[32][a]